# Річкові броньовані катери проєкту 58150
Річкові броньовані катери проєкту 58150 (класу «Гюрза») — клас річкових броньованих катерів спроєктований «Дослідно-проектним центром кораблебудування» (Миколаїв).
Два катери класу «Гюрза» були поставлені прикордонним військам Узбекистану в рамках програми експортного контролю та відповідних аспектів безпеки (EXBS), фінансованою Держдепом США. Корабель планувалося використовувати на кордоні з Афганістаном на річці Амудар'я для боротьби з контрабандою зброї та наркотиків
На основі проєкту 58150 був розроблений проєкт 58155 (клас «Гюрза-М») — бронекатери дещо більшого розміру з потужнішим та сучаснішим озброєнням. Катери класу «Гюрза-М» мали почати надходити на озброєння Українських ВМС наприкінці 2015 року.

## Експлуатація
Узбекистан: Прикордонні війська Узбекистану:
- 2 патрульних катери проєкту 58150, «Джайхун» та «Сайхун», несуть службу з 2005 р. на річці Амудар'я в районі міста Термез, де прикривають 156-км відрізок кордону між Узбекистаном та Афганістаном[4]. Ці катери прийшли на заміну радянських бронекатерів проєкту 1204 «Шмель», які випрацювали свій ресурс[5].

## Перелік катерів проєкту
| Назва   | Бортовий № | Виробник              | Заводський № | Дата закладки | Спуск на воду | Введення у склад | Флот                           | Стан                                                      |
| ------- | ---------- | --------------------- | ------------ | ------------- | ------------- | ---------------- | ------------------------------ | --------------------------------------------------------- |
| Джайхун |            | ПАТ «Ленінська кузня» | 01021        | 19.02.2004    | 02.10.2004    | 29.10.2004       | Прикордонна служба Узбекистану | У складі Термезької річкової флотилії прикордонних військ |
| Сайхун  |            | ПАТ «Ленінська кузня» | 01022        |               |               | 08.12.2004       | Прикордонна служба Узбекистану | У складі Термезької річкової флотилії прикордонних військ |